# Ostrouni
Ostrouni (Squaliformes) jsou velký řád žraloků, který zahrnuje jedny z nejmenších i největších druhů žraloků vůbec. K ostrounům se řadí přes 130 druhů, což reprezentuje asi čtvrtinu všech známých druhů žraloků.

## Popis
Jedná se o morfologicky diverzifikovaný řád. Ostrouni mají dvě hřbetní ploutve (s trny nebo bez nich), řitní ploutev jim naopak chybí. Mají 5 žaberních štěrbin s plně vyvinutým Spirakulem. Nozdry nejsou kanálky napojeny na ústa. Mají horní část mžurky, spodní víčko mžurky chybí.

## Výskyt
Ostrouni se vyskytují ve všech oceánech. Patří k nim i jediný známý, skutečně polární druh žraloka, kterým je žralok malohlavý (Somniosus microcephalus). Vyskytují se od pobřežních oblastí po velmi hluboké vody do více než 6000 m.

## Biologie
Ostrouni jsou živorodí, mláďata mají žloutkový váček. Počet mláďat v jednom vrhu se pohybuje mezi jedním až 50. Rození jednoho mláděte u několika druhů z rodu Centrophorus je přitom nejmenší známý počet rozených mláďata ze všech žraloků. Zatímco některé druhy žijí solitérně, jiní se sdružují do velkých skupin, ve kterých mohou podnikat dlouhé migrace. Některé druhy jako žraloček brazilský jsou parazitické.
Při nejmenším některé druhy z čeledí Etmopteridae a Dalatiidae (světlounovití) mají schopnost bioluminiscence, která se u žraloků vyvinula jen jednou v období křídy. Bioluminiscentní orgány byly objeveny i u žraloka z rodu Zameus (čeleď Somniosidae – světlošovití), čímž se potvrdila bioluminiscence i u čeledi světlošovití. Světloun Bonaterrův (Dalatias licha) je dokonce největší známý luminiscentní druh obratlovce.

## Systematika
Řád ostrouni (Squaliformes) vytyčil anglický zoolog Edwin Stephen Goodrich v roce 1909. K ostrounům se řadí následující čeledi:
- Centrophoridae – bezkýlovcovití
- Dalatiidae – světlounovití
- Etmopteridae
- Oxynotidae
- Somniosidae – světlošovití
- Squalidae – ostrounovití

K ostrounům býval řazen i rod Echinorhinus, a sice v rámci samostatné čeledi Echinorhinidae, česky drsnotělcovití. Moderní výzkumy nicméně poukazují na unikátnost skupiny a vzhledem k rozdílným morfologickým a genetickým datům tyto žraloky umisťují do samostatného řádu Echinorhiniformes.